# Clemens von Harff
Clemens August Freiherr von Harff (* 6. August 1821 auf Burg Dreiborn; † 21. Januar 1895 in Schleiden) war von 1863 bis 1895 Landrat des Kreises Schleiden, sowie Fideikommiss-Besitzer von Dreiborn und Mauel.

## Leben

### Herkunft
Die dem jülicher Uradel angehörige Familie von Harff lebte seit 1564 auf Burg Dreiborn. In diesem Jahr heiratete der Vorvater des Clemens von Harff, Daem von Harff, in erster Ehe Margaretha von Eltz, die Erbin von Dreiborn. Der Vater von Clemens August Freiherr von Harff, Clemens Wenzeslaus Philipp Josef Freiherr von Harff (geboren 13. Dezember 1775 auf Burg Dreiborn; ertrunken am 12. März 1835 in der Seine/Paris) war nach der Überlieferung ein Verschwender. Nach seinem Tod musste der Konkurs eröffnet werden. Verheiratet war er mit seiner einstigen Magd, Catharina, geborene Kischgens (geboren 8. September 1790 in Dreiborn; gestorben 18. Mai 1870 in Schleiden bei ihrem Sohn). Außer ihrem Sohn Clemens bekamen sie noch zwei Töchter. Die 1817 in Köln geborene Sophia heiratete 1842 den Schleidener Bürgermeister Mathias Irmen, mit dem sie 2 Kinder hatte. Sie starb jedoch bereits 1847. Die 1825 in Bonn zur Welt gekommene Charlotte war nach Süddeutschland verehelicht mit einem bürgerlichen Arzt.

### Werdegang
Clemens Freiherr von Harff wurde zunächst von Hauslehrern erzogen, suchte ab 1834 dann aber ein Gymnasium in Aachen auf, von dem er 1835 auf ein katholisches Gymnasium in Köln wechselte. 1839 gingen er von diesem aus Gesundheitsgründen mit der Obersekunda ab. Im Vorfeld der ihm ab 1842 obliegenden Verwaltung des Majorats Dreiborn besuchte Clemens Freiherr von Harff in den Jahren 1840 und 1841 noch Vorlesungen an der Höheren Landwirtschaftlichen Lehranstalt in Wiesbaden.
Ab 1854 übernahm Clemens Freiherr von Harff politische Ämter: 1854 mit Ernennung als Kreisdeputierter für den Kreis Schleiden, in welcher Funktion er ab 1858 wiederholt den amtierenden Landrat Richard Graf Beissel von Gymnich vertrat, dann durch seine Ernennung zum beigeordneten Bürgermeister der Bürgermeisterei Dreiborn. Nach dem Abschied Beissel von Gymnichs wurde von Harff die Verwaltung des Kreis Schleiden zum 1. Oktober 1863 zunächst kommissarisch übertragen. Auf die Präsentationswahl vom 5. April 1864 folgte am 3. August die definitive Bestallung und am 20. Oktober 1864 die Vereidigung als Landrat. Von Harff, der im Dienst starb, erhielt am 4. Februar 1889 von allerhöchster Stelle die Auszeichnung als Geheimer Regierungsrat. Weiter war er Träger des Roten-Adler-Ordens 3. Klasse.

### Familie
Am 2. März 1848 heiratete Clemens von Harff auf Schloss Kellenberg Kunigunde Walpurga Maria, geborene Freiin Raitz von Frentz (geboren 20. März 1824 auf Schloss Kellenberg; gestorben 23. August 1906 in Gemünd/Eifel), Tochter des Standesherrn und preußischen Leutnants a. D. Edmund Karl Christian Hubert Freiherr Raitz von Frentz und dessen Ehefrau Kunigunde, geborene Gräfin von Beissel. Das Ehepaar hatte nur drei Söhne. Während der erstgeborene Emmerich Carl Camill Maria Hubert Bartholomäus Freiherr von Harff (1852–1902) im Alter von 52 Jahren als Bürgermeister von Schleiden unverheiratet starb, beschritt der zweitgeborene Franz Carl Camill Maria Hubert Freiherr von Harff (1854–1913) die Militärlaufbahn. Da auch er unverheiratet blieb, setzte nur Ludwig Clemens Ernst Maria Hubert Freiherr von Harff (1856–1916) den Dreiborn’schen Zweig fort. Der Landgerichtsrat und Landgerichtsdirektor hinterließ drei Kinder. Die Linie starb mit der letzten Namensträgerin Judith Freifrau von Harff, geborene Freiin Raitz von Frentz aus. Clemens August veranlasste noch die Errichtung einer Villa für sich und seine Familie in Gemünd (Kölner Straße 23), die aber erst 1897 vollendet wurde.